# Влатко Секуловић
Др Влатко Секуловић (Београд, 4. август 1969) је српски адвокат, политичар, консултант и продуцент. Био је народни посланик у Народној скупштини Републике Србије, државни секретар у Министарству за економске односе са иностранством и главни преговарач Србије за Централноевропски споразум о слободној трговини (ЦЕФТА) 2006. године.

## Образовање и академска каријера
Секуловић је основно образовање стекао у Београду и Риму, док је средњу школу завршио у Правно-биротехничкој школи у Београду. Дипломирао је на Правном факултету Универзитета у Београду 1994. године, са просечном оценом 8,68. Током студија био је један од оснивача Студентске уније Правног факултета 1991. године и активно је учествовао у студентском протесту 1992. године.
Као стипендиста Chevening фондације, 1994. године уписао је мастер студије из банкарског и финансијског права на Универзитету у Лондону, које је завршио 1995. године. Током боравка у Великој Британији радио је као асистент на катедри за банкарско и финансијско право Центра за комерцијално право.
Академске 2017. године започиње докторско усавршавање, а 2022. године стиче титулу доктора политичких наука из области међународне безбедности на Универзитету Доња Горица. Аутор је књиге Страх и слобода.”, објављене 2024. године у издању Академске књиге. Његова ужа научна област интересовања су студије национализма.

## Професионална каријера
По повратку у Србију, Секуловић је почео да ради као senior trade analyst при Италијанском институту за спољну трговину. Након полагања правосудног испита 1996. године, стекао је услове за упис у Адвокатску комору Србије. Био је консултант Европске банке за обнову и развој, USAID-а и Светске банке.

## Политичка каријера
Један је од оснивача Социјалдемократске уније (1996. године) и Социјалдемократске партије (2002. године).
Током политичке каријере, у два мандата је био народни посланик у Народној скупштини Републике Србије. Први пут је изабран 1993. године са листе Демократски покрет Србије (ДЕПОС), а други пут 2001. године са листе Демократске опозиције Србије (ДОС). Након именовања за државног секретара у Министарству за економске односе са иностранством, привремено је замрзнуо адвокатску праксу, коју је обновио 2007. године.
Као главни преговарач Србије, 2006. године предводио је преговоре о приступању Централноевропском споразуму о слободној трговини (ЦЕФТА).

## Друштвени ангажман
Секуловић активно подржава омладинске и културне иницијативе, укључујући Рефлектор Театар и продукцију Е8, те је учествовао у продукцији позоришних представа и концерата. Конципирао је више издавачких пројеката, међу којима се истиче репринт књиге Светозара Прибићевића Диктатура краља Александра.
За допринос унапређењу односа Србије и Италије, председник Италије Ђорђо Наполитано доделио му је титулу Commendatore 2006. године.
Објавио је више стотина стручних и новинских текстова откако је написао свој први научни чланак из области политичких наука 1994. године за Die Politische Meinung, бр. 39(1994) под насловом Doktrin des Hasses.

## Приватни живот
Секуловић је отац две ћерке. Течно говори италијански, енглески, француски, шпански и словачки језик.